# Marquis (St. Lucia)
Marquis (von französisch „Herzog, Graf“) ist ein Ort im Quarter (Distrikt) Gros Islet Im Osten des Inselstaates St. Lucia in der Karibik. 

## Geographie
Marquis ist ein abgelegener Ort im Osten von St. Lucia. Er gehört zum Bezirk Marquis Estate und liegt zwischen Dauphin im Norden, L’Hermitage im Süden und La Guerre/Chicken Back Street im Westen. Der Ort ist benannt nach dem Marquis River, der etwa einen Kilometer weiter östlich in einer Bucht in den Atlantik mündet.